# Rashoaivi
Rashoaivi är ett berg i Finland. Det ligger i Utsjoki kommun i landskapet Lappland, i den norra delen av landet, 1 100 km norr om huvudstaden Helsingfors. Toppen på Rashoaivi är 572 meter över havet, eller 142 meter över den omgivande terrängen. Bredden vid basen är 3,6 km. Rashoaivi ingår i Paistunturit.
Terrängen runt Rashoaivi är platt åt sydväst, men åt nordost är den kuperad.  Trakten runt Rashoaivi är nära nog obefolkad, med mindre än två invånare per kvadratkilometer. Det finns inga samhällen i närheten. Omgivningarna runt Rashoaivi är i huvudsak ett öppet busklandskap.